# Pseudobroscus lentus
Pseudobroscus lentus är en skalbaggsart som beskrevs av Sharp 1903. Pseudobroscus lentus ingår i släktet Pseudobroscus och familjen jordlöpare. Inga underarter finns listade i Catalogue of Life.